# Anoler
Anoler (Anolidae) er en familie af små til mellemstore, overvejende træ- og busklevende øgler fra Nord-, Mellem- og Sydamerika samt Caribien. Tidligere blev de regnet til familien af leguaner, men henføres i dag til deres egen familie. Familien er også kendt som Dactyloidae.
Der kendes ca. 440 forskellige arter. Mens nogle forskere anser dem alle for at tilhøre slægten Anolis, fordeler andre dem på op til otte slægter, heriblandt Anolis, Chamaeleolis, Ctenonotus, Dactyloa og Norops.
Kropslængden varierer fra ca. 4 cm til ca. 20 cm med en hale, som er længere end kroppen. De fleste er brune til grønne, ofte iblandet gule, røde og/eller blå farver. Som mange gekkoer har de hæfteskiver, der sætter dem i stand til at klatre på glatte overflader. Hannerne hos de fleste arter har en kraftigt farvet strubesæk, som de kan udspile for fx at markere deres territorium eller imponere hunnerne. Hos visse arter har også hunnerne en strubesæk.
Anoler er som regel klatrende øgler, der lever i træer og buske. Nogle er dog specialiserede i at leve i græs, mens andre hovedsagelig lever på klipper. Ganske få arter lever udelukkende på jorden. Føden består især af insekter, men de største arter kan også æde små hvirveldyr som andre øgler. Flere arter vil også æde frugt og nektar. Alle anoler lægger æg.